# AeroAnta
AeroAnta foi uma casa de shows na cidade de São Paulo, que conjugava ainda serviços restaurante, bar e pista de dança, funcionando entre os anos de 1987 e 1996.

## Histórico
Palco notório na cidade de São Paulo, o AeroAnta ficou famoso pelas festas e apresentações de artistas como Cazuza (onde fez o show de lançamento do álbum Ideologia, em junho de 1988), Caetano Veloso, Buzzcocks, Nick Cave, Joe Satriani, Tim Maia, Ira! e Raimundos.
Era localizada na esquina da Avenida Brigadeiro Faria Lima com a Rua Chopin Tavares de Lima, em Pinheiros.
Além deles, constam ainda bandas do circuito alternativo paulista dos anos 80, como Fellini, Mercenárias, Akira S e As Garotas Que Erraram, Banda Locos de Osasco, etc.
Também foi palco das primeiras apresentações solo de Marisa Monte na capital paulista.

## Filiais
A casa também teve filiais nas cidades de Curitiba, Ponta Grossa e Maringá, no Paraná.

### Curitiba
O AeroAnta (filial Curitiba) foi uma casa de espetáculos localizado na capital paranaense, comparando-se a sua importância cultural como sendo o Circo Voador (casa de espetáculos do Rio de Janeiro) dos curitibanos. Era uma das franquias do Aeroanta paulista, trazida por por Sérgio Apter e Henrique Braga, e permaneceu aberto por quase toda a década de 1990.
Passaram pela casa bandas como Os Paralamas do Sucesso, Raimundos, Planet Hemp, Chico Science, Skank, Titãs e Nação Zumbi; internacionais como Steppenwolf, Steve Vai,  Nazareth e Buddy Guy; além de bandas locais, entre eles Boi Mamão e Sr. Banana.
O som da casa era comandado pelo DJ Edson Nunes.